# Bezpráví
Bezpráví je označení pro křivdu, nespravedlnost nebo příkoří. Obvykle se tak označuje systémové příkoří spočívající v tom, že mocenský systém (zejména stát) buď sám aktivně porušuje lidská práva nebo nezajišťuje účinně jejich ochranu.
Viktor Knapp ve své Teorii práva uvádí, že bezpráví je zpravidla chápáno subjektivně (někomu se děje), přičemž právní jazyk se bez pojmu bezpráví obejde. Knapp rozlišuje tři významy tohoto slova:
- nedostatek (objektivního) práva
- protiprávnost (rozpor s objektivním právem)
- nespravedlnost (stav odporující spravedlnosti, tedy etickému požadavku)

## Projevy bezpráví
Tento výraz může být používán v souvislosti s komunistickými a nacistickými totalitními režimy.
Za bezpráví je například označováno, pokud jsou lidé z bezpečnostních důvodů svévolně zatýkáni a nemají přitom přístup k řádné soudní obhajobě, nebo systémové mučení a vydírání lidí, jehož účelem je získat doznání nebo informace, odstraňování a zadržování lidí kritizujících vládnoucí režim atd. Tyto postupy byly vytýkány například Saúdské Arábii, která je používala v rámci boje proti terorismu po 11. září 2001, nebo Spojeným státům americkým zejména kvůli praktikám na kubánské základně Guantánamo.
Zadržování množství osob bez soudního rozhodnutí, útlak ochránců lidských práv (například ve vztahu k nuceným potratům nadpočetných dětí, nucenému vystěhování obyvatelstva z oblasti konání olympijských her, nadužívání a zneužívání trestu smrti atd.) a porušování svobody médií (včetně rozsáhlé cenzury internetu) byly rovněž vytýkány Číně.
Program Příběhy bezpráví, který pro školní výuku připravuje společnost Člověk v tísni, soustředí svou pozornost na období komunistické vlády v Československu, například znárodnění, činnost SNB, politické vězně atd.